# Difluoreto de radônio
O difluoreto de radão (português europeu) ou difluoreto de radônio (português brasileiro) (RnF2) é um composto do gás nobre radônio, e um dos poucos compostos de radônio conhecidos. O radônio reage prontamente com o flúor formando um composto sólido que brilha intensamente na cor amarela devido à forte radioatividade do radônio. Essa facilidade em reagir demonstra que o radônio é ainda mais reativo que o xenônio, pois o xenônio só reage com flúor formando XeF2 a 400°C. No entanto, o RnF2 decompõe-se quando se tenta a sua vaporização sua composição exata é incerta. Os cálculos sugerem que pode ser iônico. A utilidade de compostos de radônio é limitada por causa da sua radioatividade. O isótopo com maior duração, o Radônio-222, tem uma meia-vida de apenas 3,82 dias.